# Behind the Sun
Behind the Sun je deváté sólové studiové album anglického hudebníka Erica Claptona. Vydala jej v březnu roku 1985 hudební vydavatelství Duck Records a Warner Bros. Brothers. Jde o jeho první album, na kterém se jako producent podílel Phil Collins; dalšími producenty byli Ted Templeman, Lenny Waronker a samotný Clapton. V hitparádě Billboard 200 se album umístilo na 34. příčce.

## Seznam skladeb
| Pořadí | Název                 | Autor                        | Délka |
| ------ | --------------------- | ---------------------------- | ----- |
| 1.     | She's Waiting         | Eric Clapton, Peter Robinson | 4:55  |
| 2.     | See What Love Can Do  | Jerry Lynn Williams          | 3:58  |
| 3.     | Same Old Blues        | Clapton                      | 8:15  |
| 4.     | Knock on Wood         | Eddie Floyd, Steve Cropper   | 3:19  |
| 5.     | Something's Happening | Williams                     | 3:23  |
| 6.     | Forever Man           | Williams                     | 3:13  |
| 7.     | It All Depends        | Clapton                      | 5:05  |
| 8.     | Tangled in Love       | Marcy Levy, Richard Feldman  | 4:11  |
| 9.     | Never Make You Cry    | Clapton, Phil Collins        | 6:06  |
| 10.    | Just Like a Prisoner  | Clapton                      | 5:29  |
| 11.    | Behind the Sun        | Clapton                      | 2:13  |

## Obsazení
- Eric Clapton – zpěv, kytara, kytarový syntezátor
- Lindsey Buckingham – kytara
- Phil Collins – syntezátor, perkuse, bicí, elektrické piano, doprovodné vokály
- James Newton Howard – syntezátor
- Peter Manning Robinson – syntezátor
- Marcy Levy – doprovodné vokály
- Jerry Lynn Williams – doprovodné vokály
- Lenny Castro – perkuse
- Ray Cooper – perkuse
- Donald „Duck“ Dunn – baskytara
- Nathan East – baskytara, background vocals
- Steve Lukather – kytara
- Shaun Murphy – doprovodné vokály
- Michael Omartian – syntezátor
- Jamie Oldaker – bicí, doprovodné vokály
- Jeff Porcaro – bicí
- Greg Phillinganes – syntezátor, doprovodné vokály
- John Robinson – bicí
- Peter Robinson – syntezátor
- Chris Stainton – syntezátor, klavír, varhany, elektrické piano
- Ted Templeman – perkuse